# Priapella
Priapella é um género de peixe da família Poeciliidae.
Este género contém as seguintes espécies:
- Priapella bonita